# Black Adam (DC Comics)
Black Adam (Teth/Theo-Adam) is een antiheld uit de Amerikaanse strips van DC Comics. Gemaakt door Otto Binder en C.C. Beck, het personage is een van de aartsvijanden van de superheld Captain Marvel en de aartsvijand van de Marvel Family. Black Adam verscheen voor het eerst als een eenmalige schurk voor het eerste nummer van Fawcett Comics' The Marvel Family stripboek (december 1945). Black Adam werd echter nieuw leven ingeblazen als een terugkerend personage nadat DC Comics voor het eerst een licentie had gekregen en vervolgens de Fawcett-personages verwierf en begon met het publiceren van Shazam (voorheen Captain Marvel) Family-verhalen onder de titel Shazam! in de jaren 1970.

## Geschiedenis
Zoals oorspronkelijk afgebeeld, was Black Adam een corrupte, oude Egyptische voorganger van Captain Marvel, die zich een weg naar de moderne tijd vocht om de held en zijn Marvel Family-medewerkers uit te dagen. Sinds het begin van de 21e eeuw is Black Adam echter opnieuw gedefinieerd door DC Comics-schrijvers Jerry Ordway, Geoff Johns en David S. Goyer als een corrupte antiheld die probeert zijn naam en reputatie te zuiveren. Aanbevolen rollen in stripreeksen als Justice Society of America (JSA), Villains United, Infinite Crisis en 52 hebben de bekendheid van het personage in het DC Universum (DCU) verhoogd. In 2009 werd Black Adam gerangschikt als IGN's 16e grootste stripboekschurk aller tijden.

## Krachten en vaardigheden
De krachten van Black Adam zijn praktisch gelijk aan die van Shazam!, maar wanneer hij zijn krachten verkrijgt, moet hij het woord SHAZAM! uitspreken, wat een andere betekenis heeft:
In het geval van Black Adam is het:
- S: Weerstand van de Egyptische god Shu
- H: De snelheid van de Egyptische god Horus
- A: De kracht van de Egyptische god Amon
- Z: De wijsheid van de Egyptische god Zehuti/Thoth (een van de twee namen is geldig, aangezien Zehuti de andere naam is waaronder de Egyptische god bekend staat)
- A: De kracht van de Egyptische god Aten
- M: De moed van de Egyptische god Mehen

## In andere media
Het personage maakte zijn filmdebuut in de DC League of Super-Pets uit 2022, ingesproken door Dwayne Johnson, die vervolgens de hoofdrol speelt in de live-action Black Adam, die later dat jaar uitkomt en zich afspeelt in het DC Extended Universe (DCEU).